# Percival (ime)
Percival (Prcival, Perceval, Prceval, Parzival, Parsifal) je muško osobno ime starofrancuskog porijekla provensalsko narječja. Ono dolazi iz naziva "Percival" i u prijevodu znači "probušiti dolinu". 